# Ovest
L'ovest è uno dei quattro punti o direzioni cardinali, è opposto all'est e perpendicolare a nord e sud. È sinonimo di occidente e ponente.
Per un osservatore ubicato sulla superficie terrestre l'ovest è la direzione sull'orizzonte indicante il punto nel quale tramonta il Sole agli equinozi (21 marzo, 23 settembre).

## Etimologia
L'origine della parola "ovest" deriva dal francese ouest, a sua volta derivato dal germanico west. Tale termine deriva probabilmente dalla stessa radice sanscrita vas-ati ("notte") da cui discende il latino ves-per ("sera") per andare a indicare il punto in cui tramonta il sole. La parola vespri è rimasta per l'appunto in italiano ad indicare le preghiere del tramonto. Nelle lingue romanze si unì l'articolo alla parola west e questa divenne "ovest".

## Mitologia
Nella mitologia norrena esisteva un nano posto a ovest che reggeva la volta celeste: Vestri, a conferma della radice nordica della parola. 
Nella mitologia greca Giapeto era il titano dell'ovest, e suo figlio Atlante risiedeva nell'estremo ovest della terra allora conosciuta. Zefiro era invece la personificazione del vento dell'Ovest.

## Terminologia
Col termine Occidente spesso ci si riferisce all'insieme delle nazioni occidentali. Quando viene usato in questo senso può indicare qualsiasi aspetto della loro cultura, dalla NATO, all'Europa e Nord America, con o senza Giappone, fino all'intera civiltà giudaico-cristiana. Questo significato della parola si fonde con quello di società occidentale, usato per distinguerla da quella orientale.